# .nc
.nc는 누벨칼레도니의 인터넷 국가 코드 최상위 도메인이다. Office des Postes et Telecommunications에서 관리한다. 1993년에 개설되었다.

## 제한사항
뉴칼레도니아에 등록된 회사나 협회 또는 뉴칼레도니아에 거주하는 개인만이 .nc 도메인 이름을 등록할 수 있다.
많은 일반 용어는 등록이 금지된다(범죄와 관련된 용어). 특정 상황을 위해 예약된 것도 많다. 여기에는 "행정", "성경", "블로그", "내각", "식민지화", "국기", "정의", "우편", "국가", "범죄", "분노", "언론", "등록부", "사원", "연합", "투표" 등 수백 가지가 있다.

## 구조
등록은 2차 도메인 레벨에서 직접 수행되거나 두 개의 2차 도메인 아래 3차 도메인 레벨에서 수행된다.
- asso.nc
- nom.nc

## 같이 보기
- ISO 3166-2:NC
- .fr
- .eu